# Tetraòxid de dinitrogen

Estructura de la molècula de tetraòxid de dinitrogen.

El tetraòxid de dinitrogen és un compost químic de fórmula N₂O₄. És un dímer del diòxid de nitrogen NO₂. És un líquid d'incolor a marró groguenc segons la concentració de diòxid de nitrogen que contingui. Forma una barreja en equilibri químic amb el diòxid de nitrogen:
N₂O₄ ⇌ 2 NO₂
Les temperatures més altes empenyen l'equilibri cap al diòxid de nitrogen. En estat líquid es troba com a forma principal la del dímer N₂O₄.
També s'estudia aquest compost per a la producció d'energia, pel procés de dissociació de gas pel cicle de Brayton, gràcies a la seva tendència a descompondre's reversiblement en NO₂.
És un antioxidant molt potent, corrosiu i tòxic.

## Propietats
Pes molecular: 92,02
Líquid de color groc per sota dels 22 °C 
Líquid incolor, equilibri amb NO₂
Punt d'ebullició: 21,15 °C
Punt de fusió: –9,3 °C 
Líquid corrosiu
Temperatura crítica: 431 K, pressió crítica: 10,1 MPa
Entalpia molar de vaporització: 38,12 kJ / mol a 21,15 °C 
Reacciona amb aigua 
Pressió de vapor: 9,04 × 102 mmHg a 25 °C

## Preparació
El tetraòxid de dinitrogen es produeix per oxidació catalitzada de l'amoníac en vapor d'aigua.
N₂O₄ +H₂O ⇌HNO₂ + HNO₃
Però la forma habitual és obtenir el tetraòxid de dinitrogen com subproducte d'una planta d'àcid nitric. S'oxida en l'aire l'òxid de nitrogen, NO, produït a diòxid de nitrogen. Quan es refreda forma el seu dímer, el tetraòxid de dinitrogen.
Síntesi de metalls nitrats:
2N₂O₄ +M ⇌2 NO+ M (NO₃)₂
on M = Cu, Zn o Sn.

## Aplicacions
El tetraòxid de dinitrogen és un dels propulsors de coets més important, es tracta d'un propulsor hipergòlic, és a dir que els dos cremen quan es posen en contacte sense una font d'ignició separada. Un dels seus primers usos va ser en els coets TITAN utilitzats com a míssils balístics intercontinentals i després com a vehicles en els llançaments de naus espacials (Apolo, Gemini). Actualment, sembla que la NASA continuarà utilitzant aquest oxidant en la pròxima generació de vehicles tripulats que substituiran a les llançadores. També és l'oxidant del principal coet rus "Protón". El tetraóxid de dinitrogen s'anomena simplement amb l'abreviatura "NTO". Normalment, s'utilitza addicionant un petit percentatge d'àcid nítric, que inhibeix la corrosió pels aliatges de titani, llavors, el NTO amb qualitat de propulsor es coneix com "MON ". La majoria de naus utilitzen ara el MON després de l'incident del 24 de juliol de 1975 on el NTO quasi mata per enverinament als tres astronautes de l'Apollo-Soyuz durant el descens final. La tripulació va ser hospitalitzada per pneumònia i edema pulmonar.

## Toxicitat
El tetraòxid de nitrogen es troba en equilibri amb el diòxid de nitrogen, les propietats tòxiques observades en casos clínics i toxicològics no han distingit entre els dos. Hi ha poques dades sobre toxicitat relacionats directament amb tetraòxid de nitrogen.

## Medi Ambient
A temperatures altes es troba en forma de diòxid de nitrogen, aquest fet agreujà "smog" de les zones urbanes.